# Dilophochila zacapana
Dilophochila zacapana är en skalbaggsart som beskrevs av Moron och Henry Fuller Howden 2001. Dilophochila zacapana ingår i släktet Dilophochila och familjen Rutelidae. Inga underarter finns listade i Catalogue of Life.